# Vườn quốc gia Yellowstone
Vườn quốc gia Yellowstone (Vườn quốc gia Đá Vàng) là một vườn quốc gia Hoa Kỳ nằm ở các bang miền tây Wyoming, Montana và Idaho của Hoa Kỳ, được thành lập ngày 01 tháng 3 năm 1872,. Yellowstone là vườn quốc gia đầu tiên và xưa nhất thế giới, phần lớn ở góc phía đông của Wyoming. Yellowstone nổi tiếng với các loài động vật hoang dã và các điểm địa nhiệt, đặc biệt là mạch nước phun Old Faithful. Ở đây có một số kiểu hệ sinh thái, như kiểu rừng cận núi cao là chủ yếu.
Người Mỹ bản địa đã sống ở vùng Yellowstone ít nhất là 11,000 năm. Khu vực này nằm trên đường đi trong cuộc thám hiểm của Lewis và Clark vào đầu thập niên 1800. Bên cạnh việc tham quan của mountain men trong nửa đầu thập niên 1800, các cuộc thám hiểm có tổ chức chỉ bắt đầu từ cuối thập niên 1860. Quân đội Hoa Kỳ đã được ủy nhiệm để giám sát khu này sau khi nó được thành lập. Năm 1917, quyền quản lý vườn quốc gia được giao cho National Park Service, một cơ quan được thành lập vài năm trước đó. Hàng trăm công trình đã được xây dựng và được bảo vệ về các yếu tố lịch sử và kiến trúc, và các nhà nghiên cứu đã kiểm tra, đánh giá hơn 1.000 điểm khảo cổ.
Vườn quốc gia Yellowstone có diện tích 8.980 km², bao gồm các hồ, vực, sông và các dãy núi. Hồ Yellowstone là một trong những hồ nằm ở độ cao lớn nhất Bắc Mỹ và năm ở trung tâm của hõm chảo Yellowstone, một siêu núi lửa lớn nhất trên lục địa, rộng 3825 km vuông và sâu 8 km. Lòng chảo là một núi lửa đang hoạt động; nó đã phun nhiều lần với sức mạnh rất lớn trong 2 triệu năm gần đây. Phân nửa các điểm địa nhiệt trên thế giới là nằm ở Yellowstone. Các dòng dung nham và đá núi lửa phủ hầu hết các vùng đất của Yellowstone. Vườn quốc gia là vùng lõi của hệ sinh thái Greater Yellowstone, hệ sinh thái hầu như còn nguyên vẹn lớn nhất thuộc vùng ôn đới bắc Bán cầu.
Hàng trăm loài động vật có vú, chim, cá và rùa đã được ghi nhận bao gồm một số loài có nguy cơ tuyệt chủng hoặc bị đe dọa tuyệt chủng. Các mảng rừng và đồng cỏ lớn cũng có chỉ bao gồm các loài thực vật duy nhất. Có các loài gấu, sói xám, và các bầy bò rừng bizon và nai sừng tấm sống khu vườn này. Các trận cháy rừng xảy ra trong công viên mỗi năm; trong trận cháy rừng năm 1988, gần một phần ba công viên bị đốt cháy. Yellowstone có nhiều điểm cho phép vui chơi giải trí như đi bộ đường dài, cắm trại, chèo thuyền, câu cá và ngắm cảnh. Các đường bê tông được xây dựng đến các khu vực địa nhiệt chính cũng như các hồ và thác. Vào mùa đông, du khách thường đến công viên theo các tour du lịch có người hướng dẫn sử dụng các xe trượt tuyết.

## Địa lý

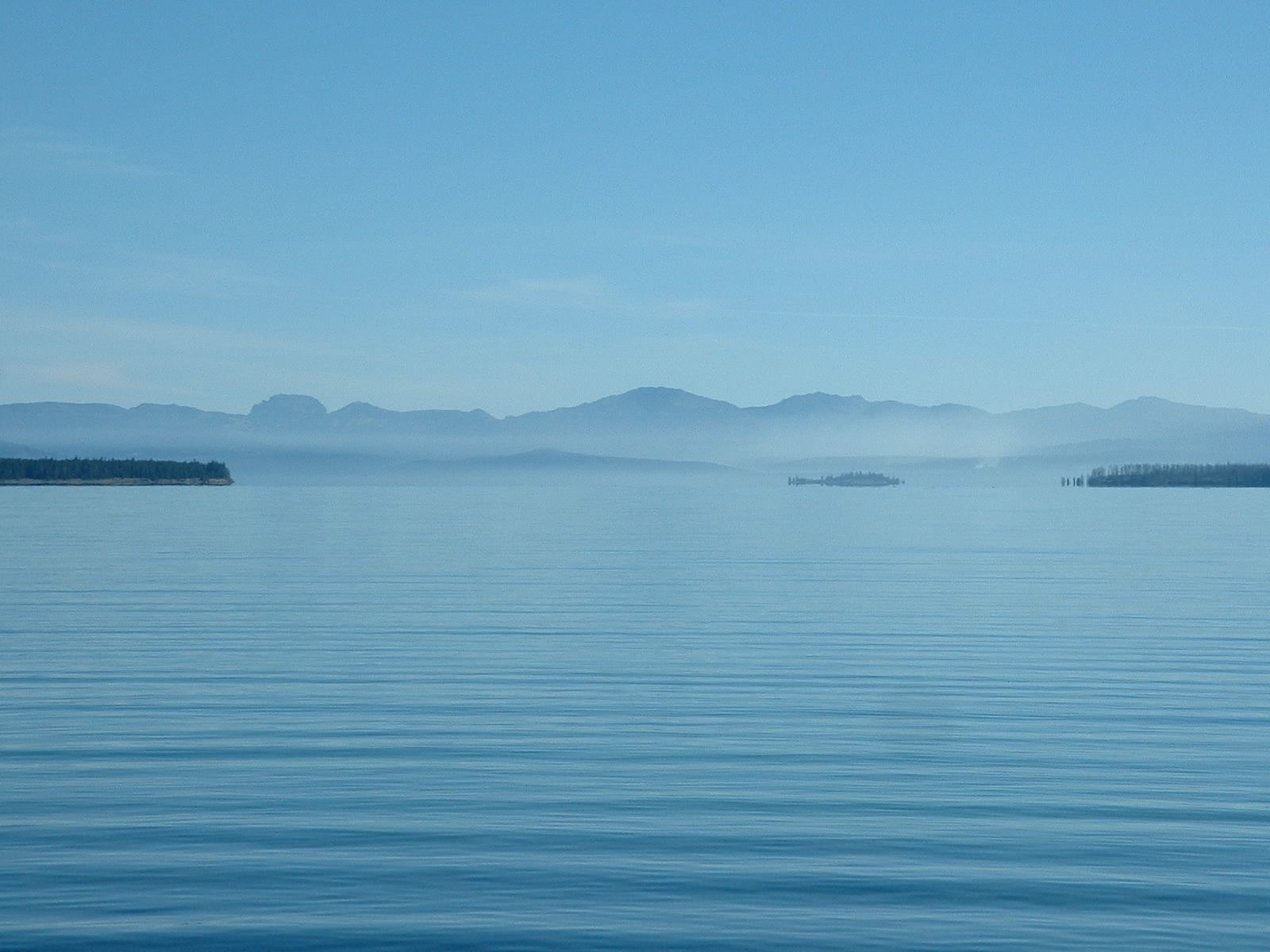
Hồ Yellowstone trong buổi sáng mùa xuân

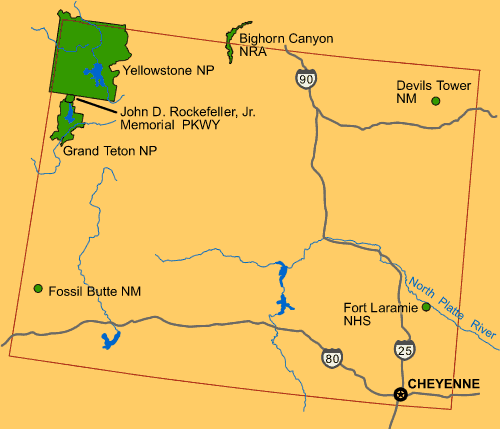
Bản đồ Wyoming chỉ ra vườn quốc gia Yellowstone

Khoảng 96% diện tích đất dai của vườn quốc gia Yellowstone nằm trong tiểu bang Wyoming. Khoảng 3% thuộc lãnh thổ bang Montana và khoảng 1% còn lại thuộc bang Idaho. Vườn quốc gia này dài khoảng 102 km (63 dặm Anh) theo chiều bắc-nam và 87 km (54 dặm Anh) theo chiều đông-tây. Với diện tích 898.317 ha (2.219.789 mẫu Anh), Yellowstone lớn hơn cả cả hai bang là đảo Rhode và Delaware cộng lại. Sông và hồ chiếm 5% diện tích đất, với khu vực chứa nước lớn nhất là hồ Yellowstone có diện tích 35.220 ha (87.040 mẫu Anh). Hồ Yellowstone sâu tới 122 m (400 ft) và có 177 km (110 dặm Anh) đường bờ hồ. Nằm ở cao độ 2.357 m (7.733 ft) trên mực nước biển, hồ Yellowstone là hồ nằm ở độ cao lớn nhất tại Bắc Mỹ. Rừng chiếm 80% diện tích đất đai của vườn, phần lớn diện tích còn lại là đồng cỏ
Đường phân chia lục địa của Bắc Mỹ chạy chéo qua phần tây nam của vườn. Đường phân chia này là một đặc trưng địa hình chia tách các lưu vực chia nước của Thái Bình Dương và Đại Tây Dương. Khoảng một phần ba vườn nằm ở phía tây của đường phân chia này. Nơi phát sinh của các sông Yellowstone và sông Snake là gần nhau nhưng trên hai mặt đối diện nhau của đường phân chia này. Kết quả là nước của sông Snake chảy tới Thái Bình Dương trong khi nước của sông Yellowstone lại chảy tới Đại Tây Dương thông qua vịnh Mexico.

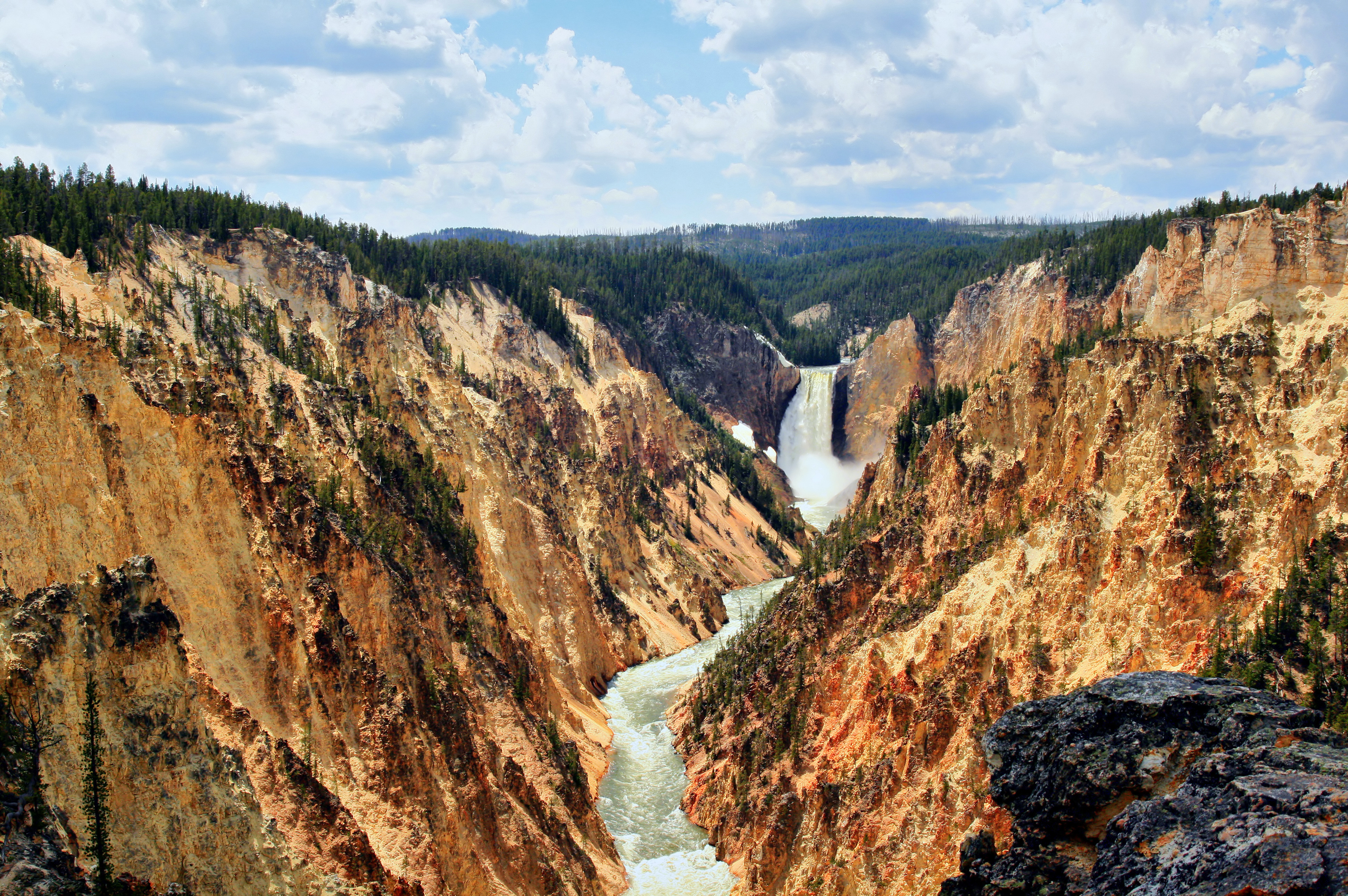
Grand Canyon của Yellowstone. Lưu ý tới màu vàng của đá, mà từ đó có tên gọi của vườn quốc gia này

Vườn nằm trên cao nguyên Yellowstone, với độ cao trung bình là 2.400 m (8.000 ft) trên mực nước biển. Cao nguyên này có ranh giới ở gần như mọi mặt là các dãy núi của dãy núi Trung Rocky, với độ cao từ 2.743 tới 3.352 m (9.000-11.000 ft). Điểm cao nhất trong vườn là đỉnh Eagle cao 3.462 m (11.358 ft) và điểm thấp nhất là dọc theo lạch Reese (1.610 m hay 5.282 ft). Các dãy núi cận kề như dãy núi Gallatin ở phía tây bắc, dãy núi Beartooth ở phía bắc, dãy núi Absaroka ở phía đông và dãy núi Teton cùng dãy núi Madison ở phía tây nam và tây. Đỉnh núi nổi bật nhất trên cao nguyên Yellowstone là đỉnh Washburn cao 3.122 m (10.243 ft).
Vườn quốc gia Yellowstone có một trong những rừng hóa đá lớn nhất trên thế giới, với các cây gỗ bị vùi lấp từ rất lâu bởi tro bụi và đất, bị chuyển hóa từ gỗ thành các vật liệu khoáng hóa. Tại đây có 290 thác nước cao ít nhất 4,5 m (15 ft), với thác nước cao nhất là thác hạ lưu sông Yellowstone cao 94 m (308 ft).
Hai hẻm núi sâu nằm trong vườn quốc gia, cắt ngang qua đá túp núi lửa của cao nguyên Yellowstone bằng các con sông ít nhất là trên 640.000 năm. Sông Lewis chảy qua hẻm núi Lewis ở phía nam còn sông Yellowstone chảy qua Grand Canyon của Yellowstone trong hành trình của nó ở phía bắc.

## Địa chất

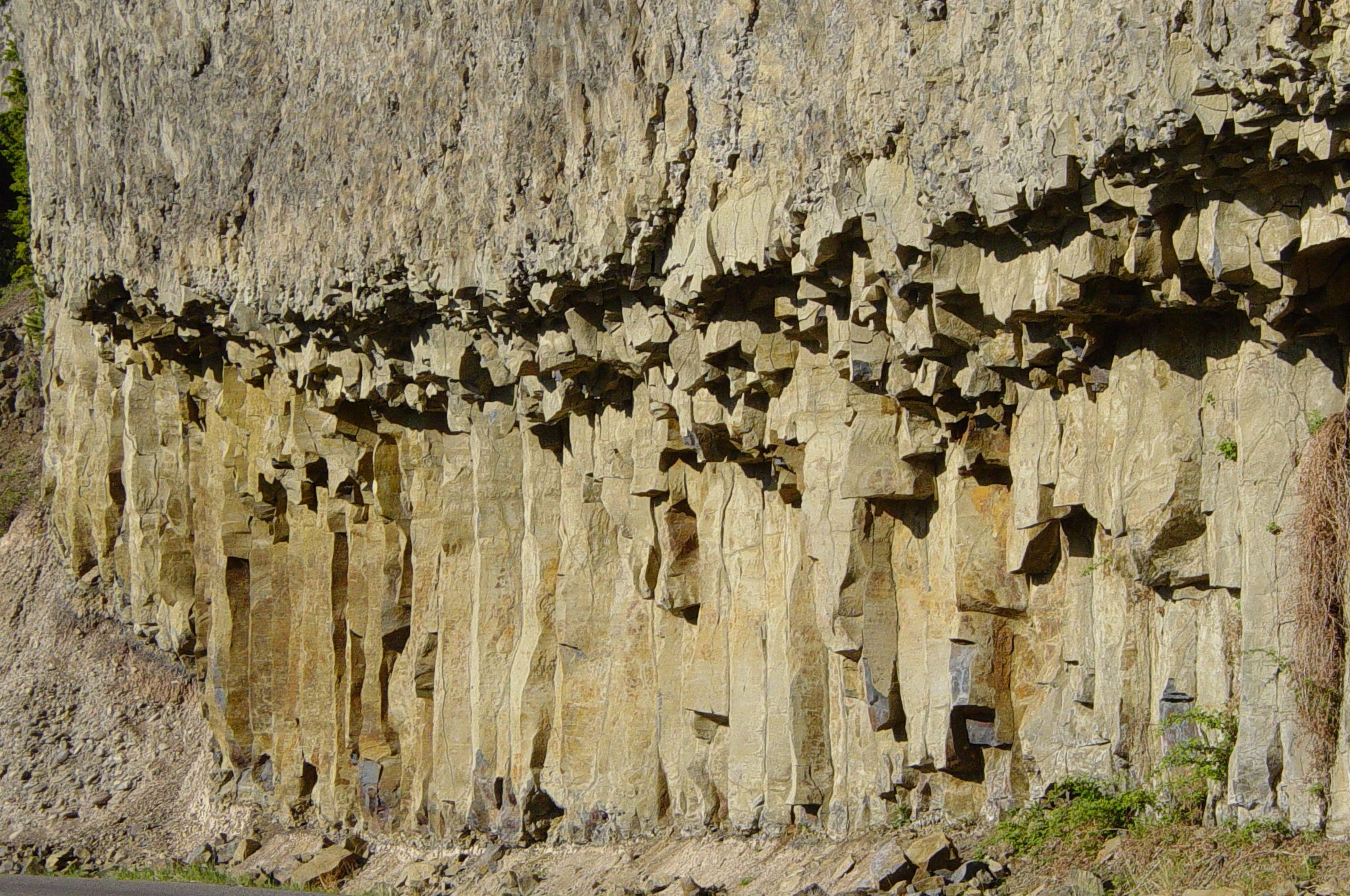
Bazan cột gần thác Tower; các trận ngập lụt lớn của bazan và các kiểu dung nham khác diễn ra trước sự phun trào khổng lồ của tro và đá bọt siêu nóng

Yellowstone là nơi kết thúc phía đông bắc của bình nguyên sông Snake, một vòng cung lớn hình chữ U qua các dãy núi trải rộng từ Boise, Idaho khoảng 640 km (400 dặm Anh) về phía tây. Đặc trưng này đi theo hành trình của mảng Bắc Mỹ trong suốt 17 triệu năm gần đây do nó bị chuyển vận bởi kiến tạo địa tầng ngang qua điểm nóng lớp phủ tĩnh. Cảnh quan của Vườn quốc gia Yellowstone ngày nay là biểu lộ gần đây nhất của điểm nóng này phía dưới lớp vỏ Trái Đất.

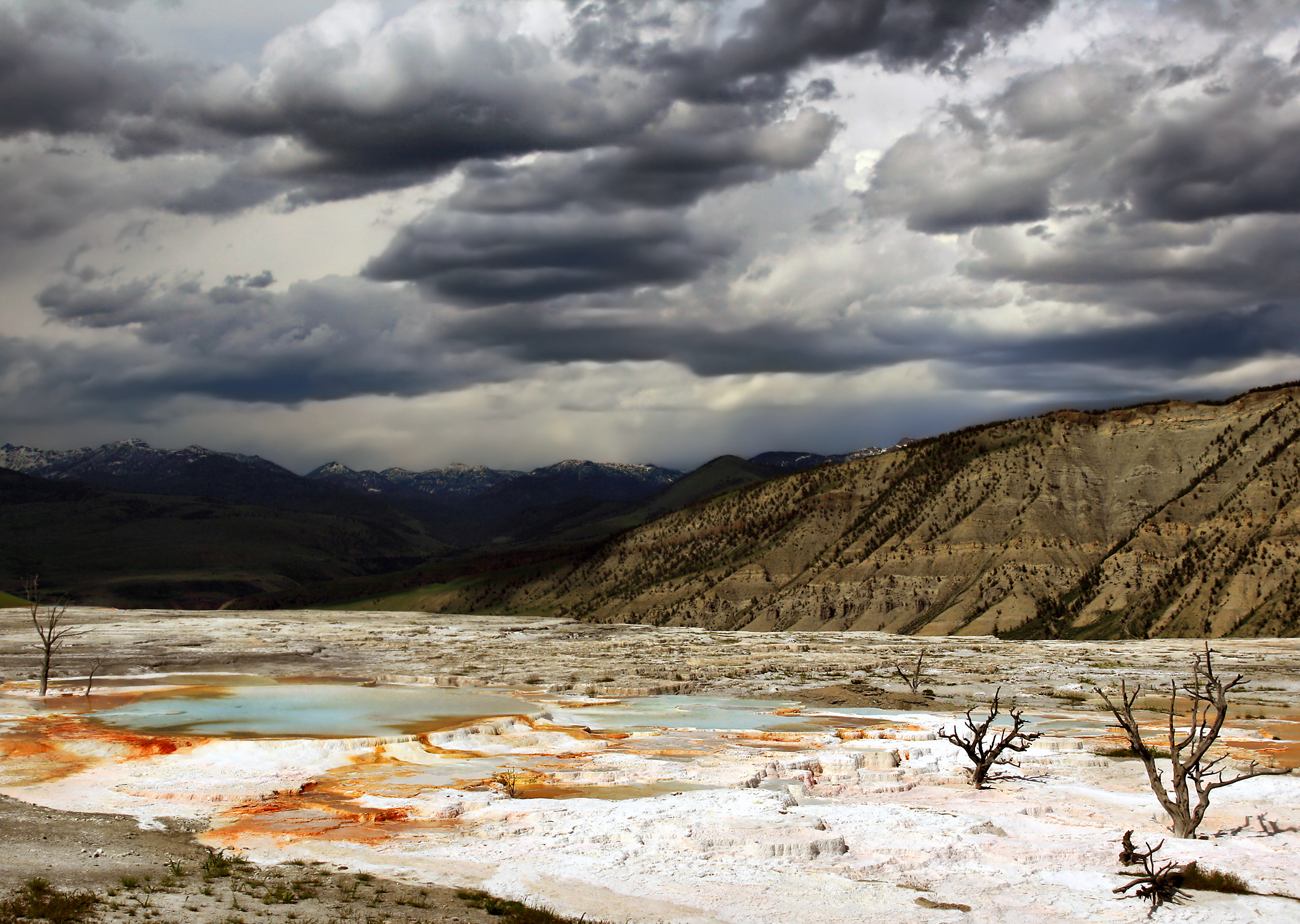
Các thềm cao của suối nước nóng Mammoth

Hõm chảo Yellowstone là hệ thống núi lửa lớn nhất tại Bắc Mỹ. Nó được gọi là "siêu núi lửa" do hõm chảo được hình thành từ các vụ phun trào nổ cực lớn. Hõm chảo hiện tại được tạo ra từ vụ phun trào biến cố địa chất diễn ra khoảng 640.000 năm trước, trong đó giải phóng 1.000 km³ (240 dặm khối Anh) tro, đá và các vật liệu đá mảnh nhiệt. Vụ phun trào này mãnh liệt hơn phun trào núi St. Helens 1980 tới 1.000 lần. Nó tạo ra một miệng núi lửa sâu tới 1 km (0,62 dặm Anh) và kích thước 85 x 45 km (52 x 28 dặm Anh) và ngưng đọng thành Lava Creek Tuff, một thành hệ địa chất đá túp cố kết. Vụ phun trào mãnh liệt nhất đã biết, diễn ra khoảng 2,1 triệu năm trước, phun ra 2.450 km³ (588 dặm khối Anh) vật liệu tro núi lửa và tạo thành thành hệ đá gọi là Huckleberry Ridge Tuff và tạo ra hõm chảo Island Park. Vụ phun trào nhỏ hơn phóng ra 280 km³ (67 dặm khối Anh) vật liệu khoảng 1,2 triệu năm trước, tạo thành hõm chảo Fork Henry và ngưng đọng thành Mesa Falls Tuff.

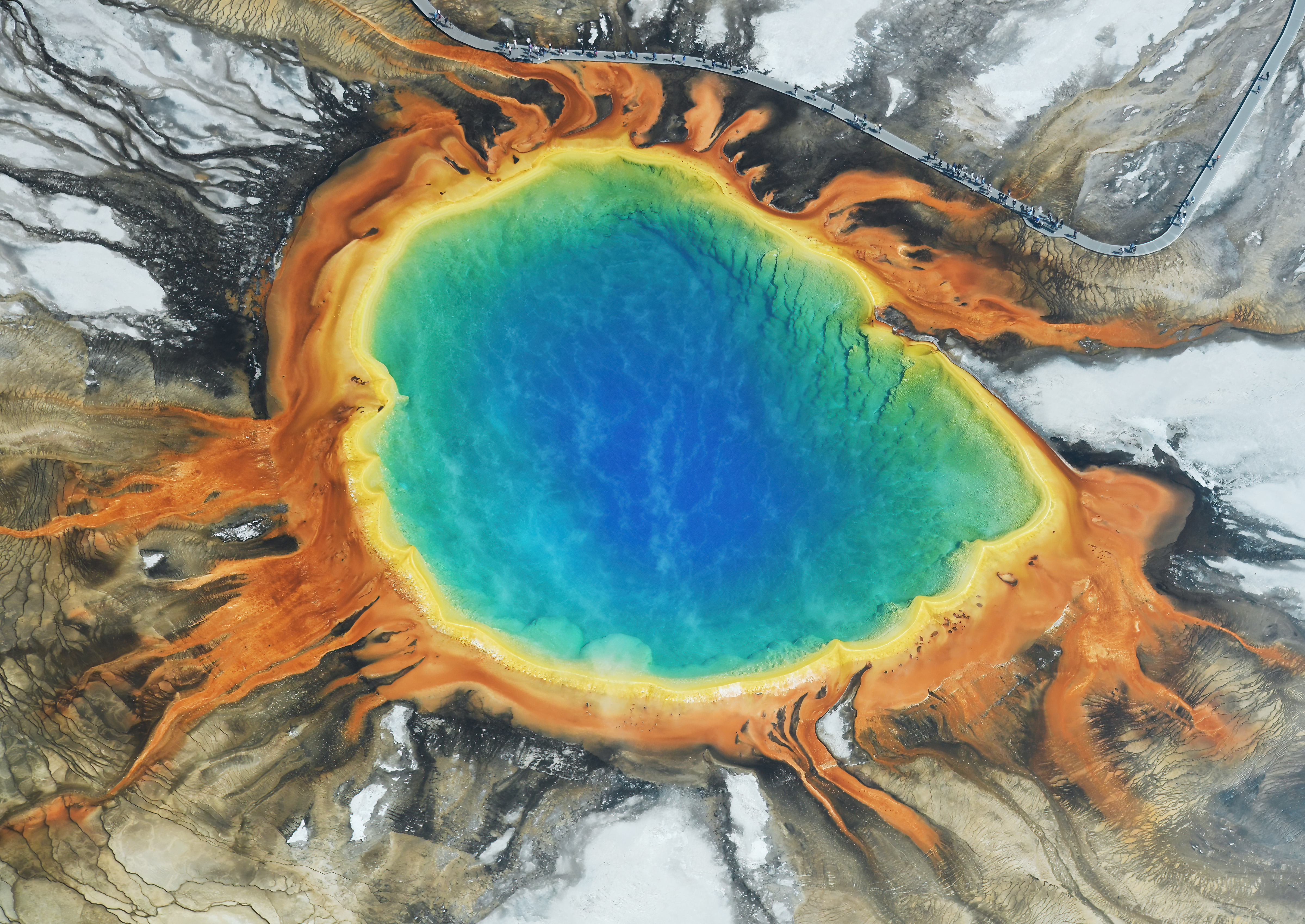
Đường đi bộ bằng gỗ cho phép du khách tới gần suối nước nóng Grand Prismatic.

Cả ba vụ phun trào cao đỉnh này đã giải phóng một lượng lớn tro và che phủ phần lớn miền trung Bắc Mỹ, với tro bụi rơi xuống cách xa đó hàng trăm dặm. Lượng tro bụi và khí giải phóng vào khí quyển có lẽ đã gây ra những tác động đáng kể tới các kiểu mẫu thời tiết thế giới và dẫn tới sự tuyệt chủng của nhiều loài, chủ yếu tại Bắc Mỹ.
Vụ phun trào cao đỉnh nhỏ hơn sau đó diễn ra khoảng 160.000 năm trước. Nó tạo thành một hõm chảo tương đối nhỏ, chứa West Thumb của hồ Yellowstone. Muộn hơn, hai chu kỳ phun trào nhỏ hơn, với vụ cuối cùng diễn ra khoảng 70.000 năm trước đã vùi lấp phần lớn hõm chảo dưới lớp dung nham dày.
Mỗi vụ phun trào trên thực tế là một phần của chu kỳ phun trào có cao đỉnh với sự sụp đổ của mái của khoang macma bị rút cạn một phần. Nó tạo ra miệng núi lửa, gọi là hõm chảo và giải phóng một lượng rất lớn vật liệu núi lửa, thường là thông qua những khe nứt bao quanh hõm chảo. THời gian giữa ba vụ phun trào biến cố địa chất gần đây nhất trong khu vực Yellowstone dao động trong khoảng 600.000 tới 900.000 năm, nhưng số lượng nhỏ như vậy của các vụ phun trào cao đỉnh không thể sử dụng để dự đoán các sự kiện núi lửa trong tương lai.

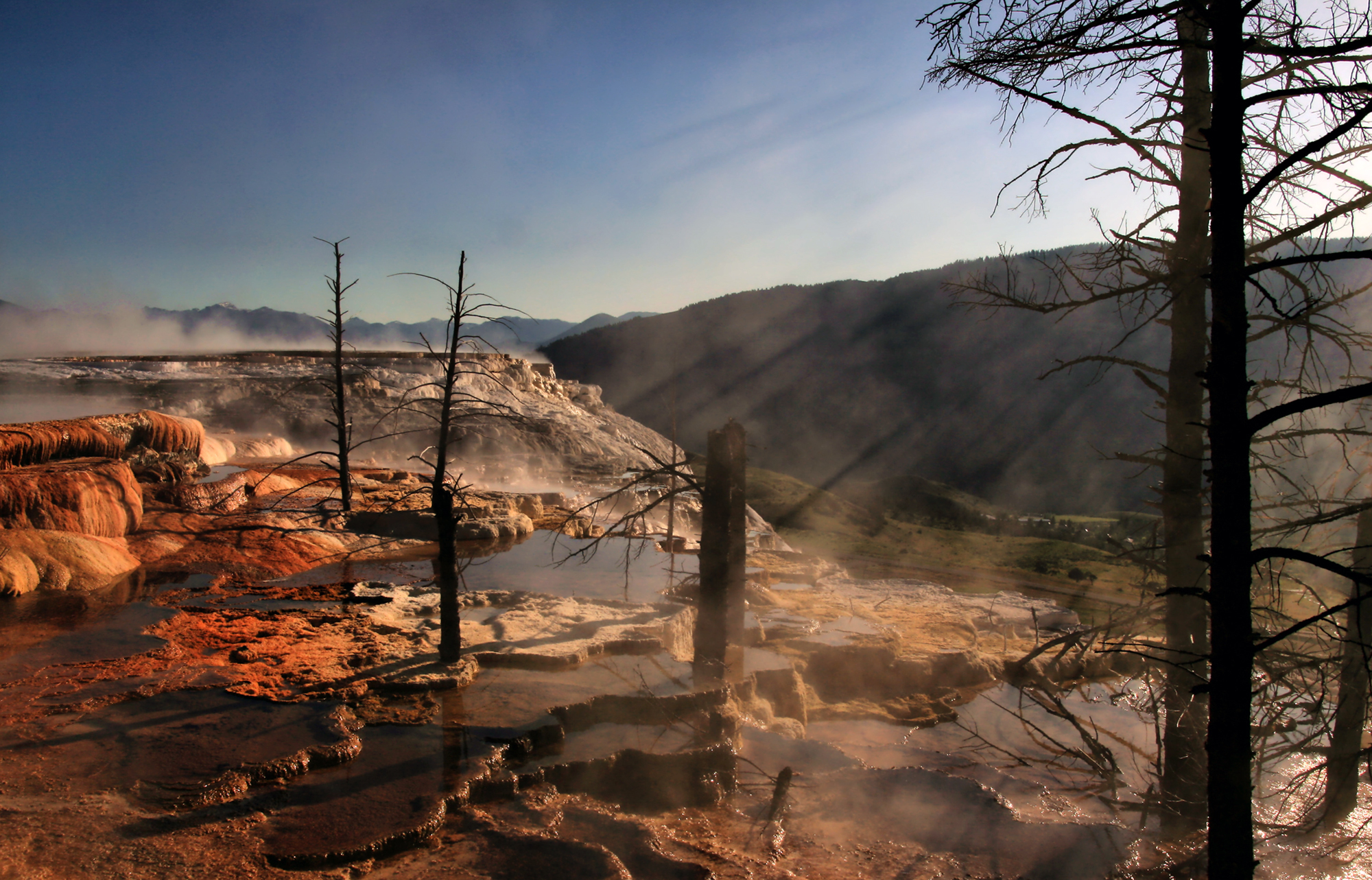
Các tia nắng hoàng hôn trong hơi nước tại Tổ hợp suối nước nóng Mammoth

Khoảng 630.000 tới 700.000 năm trước, hõm chảo Yellowstone đã gần như được nhồi đầy với các vụ phun trào có chu kỳ của các dung nham rhyolit như có thể thấy tại Obsidian Cliff, và các dung nham bazan như có thể thấy tại Sheepeater Cliff. Các địa tầng dung nham dễ dàng nhìn thấy nhất tại hẻm núi lớn (Grand Canyon) của Yellowstone, nơi sông Yellowstone vẫn đang tiếp tục đục vào trong các lớp dung nham cổ đại. Hẻm núi này là thung lũng chữ V kinh điển, chỉ ra rằng ở đây có sự xói mòn kiểu sông chứ không phải sự xói mòn kiểu sông băng.
Mạch nước phun nổi tiếng nhẩt trong vườn, và có lẽ của thế giới, là mạch nước phun Old Faithful, nằm tại Bồn địa Upper Geyser. Mạch nước phun Castle, mạch nước phun Lion và mạch nước phun Beehive nằm trong cùng một bồn địa. Vườn quốc gia chứa mạch nước phun hoạt động lớn nhất thế giới—Mạch nước phun Steamboat tại bồn địa Norris Geyser. Có khoảng 300 mạch nước phun tại Yellowstone và tổng cộng ít nhất 10.000 điểm đặc trưng địa nhiệt. Một nửa điểm đặc trưng địa nhiệt và hai phần ba mạch nước phun của thế giới tập trung tại Yellowstone.
Tháng 5 năm 2001, Cục Khảo sát Địa chất Hoa Kỳ, Vườn quốc gia Yellowstone và Đại học Utah đã lập ra Đài quan sát núi lửa Yellowstone (YVO), một cơ quan để giám sát dài hạn các tiến trình địa chất của dãy núi lửa trên cao nguyên Yellowstone, để phổ biến các thông tin liên quan tới các nguy hiểm rủi ro tiềm năng của khu vực có hoạt động địa chất mạnh này.

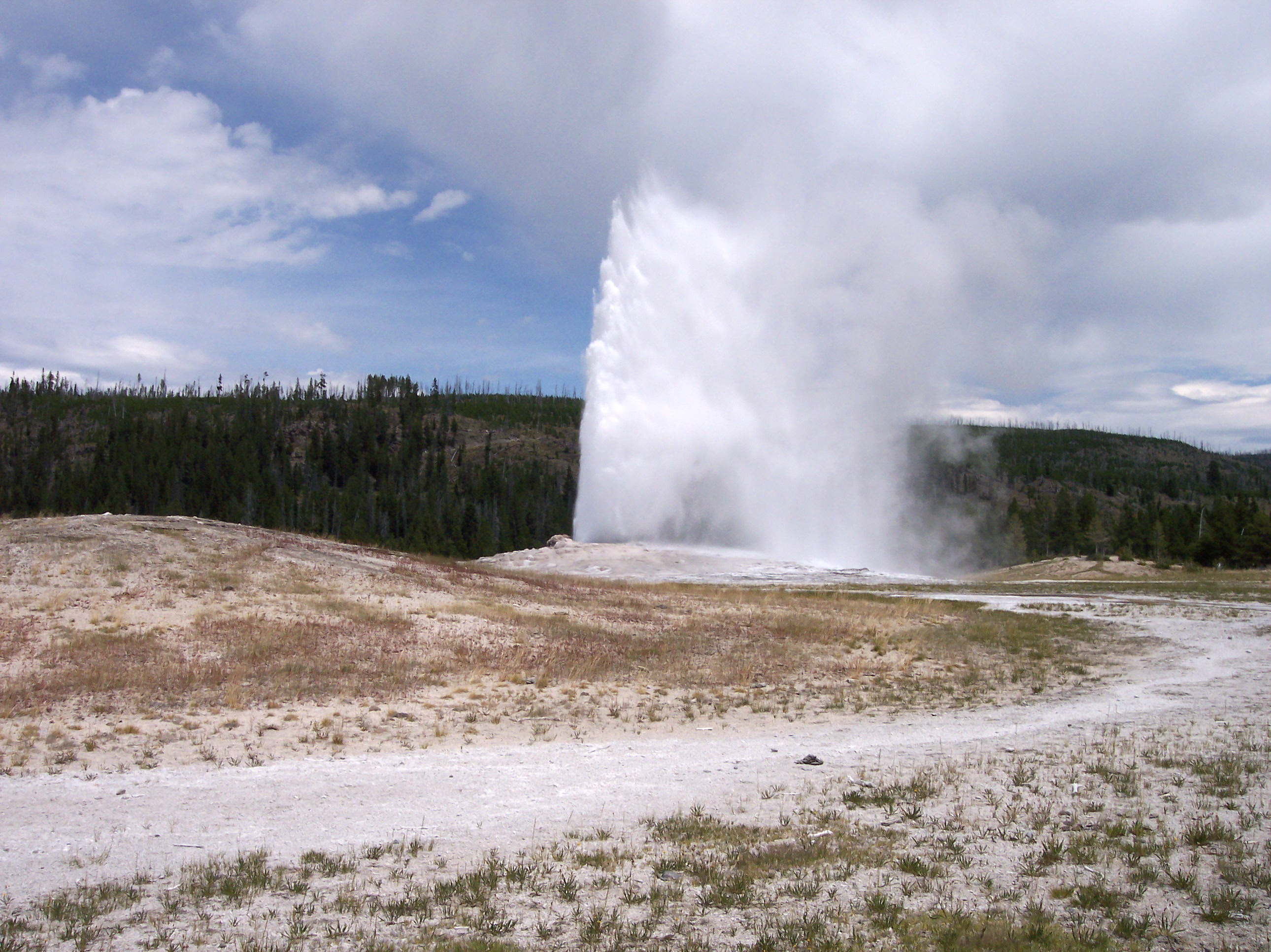
Mạch nước phun Old Faithful phun trào nước nóng khoảng sau mỗi 91 phút.

Năm 2003, các thay đổi trong bồn địa Norris Geyser đã làm người ta phải tạm thời đóng cửa một vài đường đi trong bồn địa. Các lỗ phun khí mới được ghi nhận và một vài mạch nước phun thể hiện sự gia tăng trong hoạt động với nhiệt độ nước tăng cao. Một vài mạch nước phun trở nên quá nóng đến mức chúng chuyển thành dạng chỉ phun hơi nước nóng do nước bị quá nhiệt và chúng không thể phun trào bình thường được nữa. Điều này trùng khớp với báo cáo của dự án nghiên cứu lâu năm của Cục Khảo sát Địa chất Hoa Kỳ, trong đó người ta lập bản đồ đáy hồ Yellowstone và nhận dạng mái vòm cấu trúc đã bị đội lên trong quá khứ. Nghiên cứu chỉ ra rằng những phần đội lên này không gây ra mối đe dọa ngay lập tức về phun trào núi lửa, do chúng có thể đã phát triển rất lâu từ trước đó và không thấy có sự gia tăng nhiệt độ gần với các chỗ đội lên. Ngày 10 tháng 3 năm 2004, một nhà sinh học phát hiện năm con bò rừng bizon bị chết dường như do bị hít phải khí địa nhiệt độc hại bị sót lại trong bồn địa Norris Geyser bởi sự đảo ngược khí quyển theo mùa. Nó gần trùng khớp với sự bột phát hoạt động địa chấn trong tháng 4 năm 2004. Năm 2006, người ta thông báo rằng các khu vực mái vòm hồ Mallard và mái vòm lạch Sour— những khu vực người ta đã biết từ lâu là có các thay đổi đáng kể trong chuyển động trong lòng đất của chúng— đã trồi lên với tốc độ khoảng 4 tới 6 cm (1,5 tới 2,4 inch) mỗi năm từ giữa năm 2004 cho tới năm 2006. Vào cuối năm 2007, sự trồi lên này vẫn tiếp tục với tốc độ đã giảm. Các sự kiện này đã gây sự chú ý lớn từ các phương tiện thông tin đại chúng cũng như những đồn đoán về tương lai địa chất của khu vực. Các chuyên gia đã bác bỏ những đồn đoán bằng cách thông báo rằng không có rủi ro tăng cao về phun trào núi lửa trong tương lai gần.

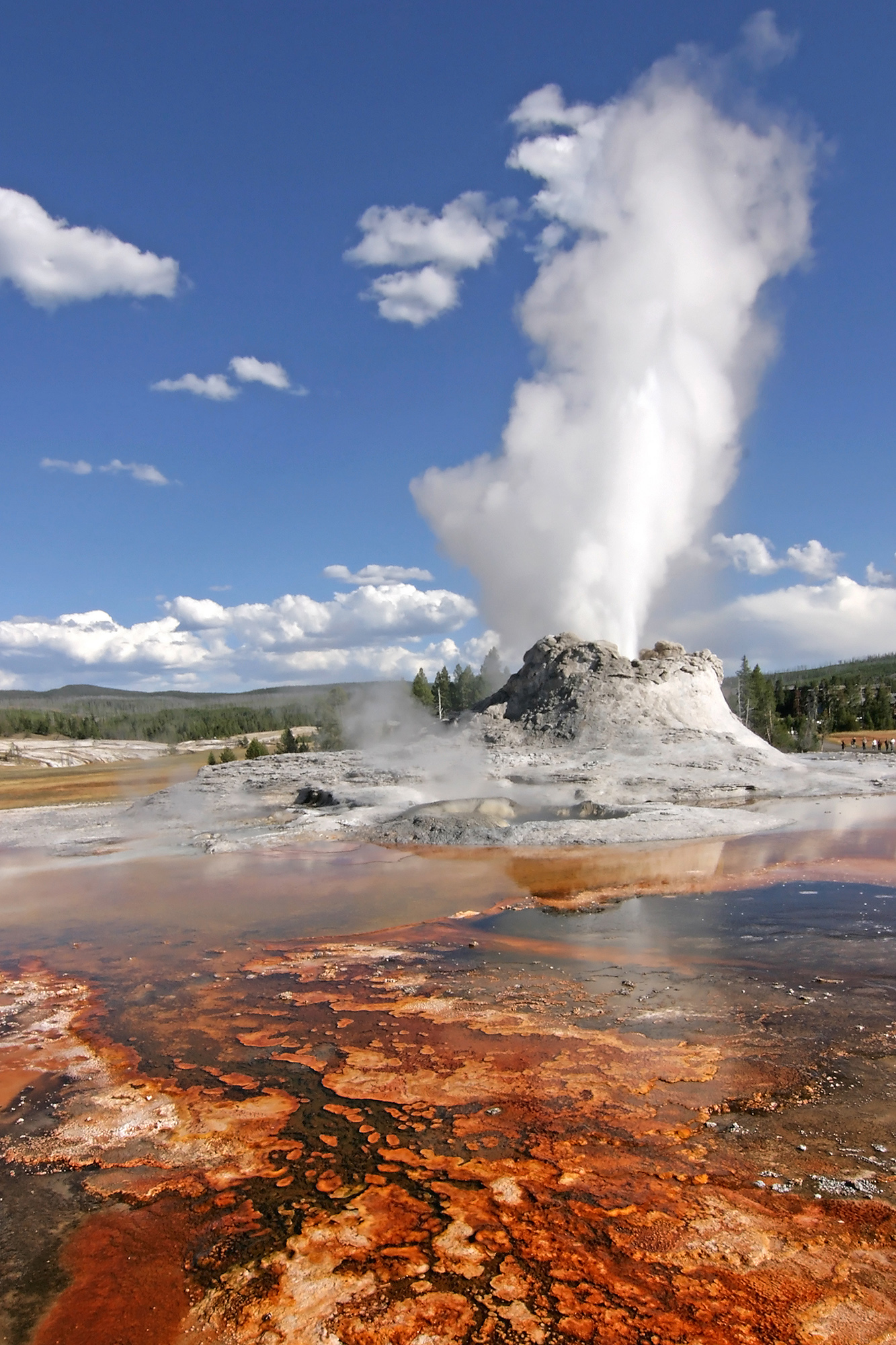
Phun trào của mạch nước phun Castle

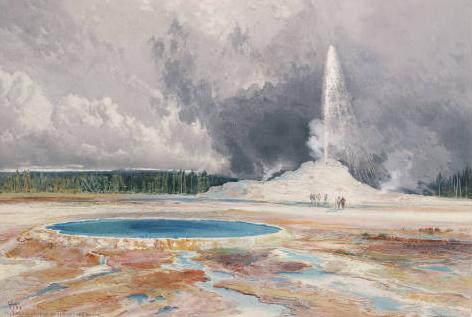
Phun trào của mạch nước phun Castle năm 1874

Yellowstone trải qua hàng nghìn trận động đất nhỏ mỗi năm, dường như tất cả đều khó ghi nhận đối với con người. Tại đây có ít nhất 6 trận động đất với cường độ lớn hơn 6 hay lớn hơn trong quá khứ, bao gồm cả trận động đất cường độ 7,3-7,5 diễn ra với chấn tâm ngay bên ngoài ranh giới phía tây bắc vườn quốc gia vào ngày 17 tháng 8 năm 1959. Trận động đất này đã gây ra một trận lở đất lớn, gây ra sự sập đổ ngăn chặn một phần hồ Hebgen ngay phía dưới dòng chảy của đập Hebgen, trầm tích từ vụ lở đất đã chặn sông Madison và tạo ra một hồ mới phía trên đập, gọi là hồ Earthquake. Hai mưới tám người đã chết và các tổn thất về tài sản trong khu vực cận kề là rất lớn. Trận động đất đã làm cho một số mạch nước phun ở phía tây bắc vườn quốc gia phải phun trào, các vết nứt lớn trong lòng đất được hình thành và thoát hơi nước nóng, còn một số suối nước nóng thông thường có nước trong đã trở thành vẩn đục. Một trận động đất cường độ 6,1 đã xảy ra trong vườn quốc gia vào ngày 3 tháng 6 năm 1975, nhưng tổn thất là không đáng kể. Trong ba tháng của năm 1985, khoảng 3.000 trận động đất nhỏ đã được máy móc ghi nhận tại phía tây bắc vườn quốc gia, làm hõm chảo Yellowstone lún xuống một chút. Bắt đầu từ ngày 30 tháng 4 năm 2007, khoảng 16 trận động đất nhỏ có cường độ lên tới 2,7 đã diễn ra tại hõm chảo Yellowstone trong vài ngày. Những tập hợp nhiều trận động đất như vậy là phổ biến và từng có 70 tập hợp động đất như thế trong giai đoạn từ năm 1983 tới năm 2008. Tháng 12 năm 2008, trên 250 trận động đất được ghi nhận trong vòng 4 ngày phía dưới hồ Yellowstone, trận mạnh nhất có cường độ 3,9. Hoạt động địa chấn trong vườn quốc gia Yellowstone là liên tục và được Chương trình nguy hiểm động đất của Cục Khảo sát Địa chất Hoa Kỳ ghi nhận, báo cáo mỗi giờ.

## Sinh học và sinh thái

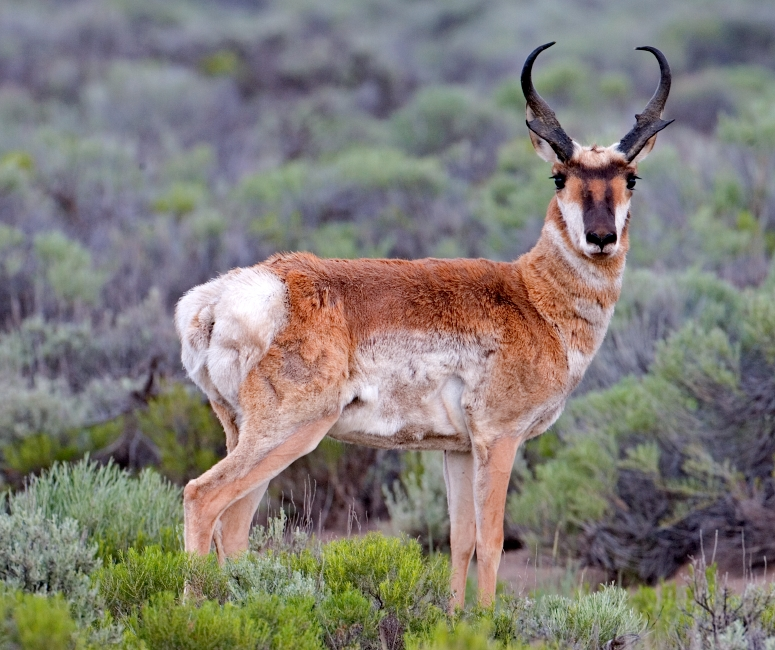
Linh dương sừng nhánh là động vật sinh sống phổ biến trong các đồng cỏ của vườn quốc gia.

Vườn quốc gia Yellowstone là trung tâm của 8.093.712 ha đất đai thuộc Hệ sinh thái Đại Yellowstone, một khu vực bao gồm cả Vườn quốc gia Grand Teton, rừng quốc gia Hoa Kỳ cận kề và các khu vực hoang vu rộng lớn trong các khu rừng này. Hệ sinh thái này là dải kéo dài liên tiếp còn sót lại lớn nhất của vùng đất cổ xưa chưa phát triển tại Hoa Kỳ ngoài Alaska và được coi là hệ sinh thái còn nguyên vẹn lớn nhất thế giới tại khu vực ôn đới Bắc bán cầu (mặc dù khu vực này chủ yếu không phải là ôn đới mà là cận núi cao và toàn bộ vùng đất thuộc rừng quốc gia Hoa Kỳ bao quanh vườn quốc gia này không còn nguyên vẹn). Với sự thành công của chương trình tái du nhập chó sói bắt đầu từ thập niên 1990, dường như mọi loài động vật từng sinh sống trong khu vực này khi người da trắng lần đầu tiên đặt chân tới đây đều có thể lại được tìm thấy.

### Quần thể thực vật
1.700 loài cây gỗ và các dạng thực vật có mạch khác là bản địa của vườn quốc gia. Khoảng 170 loài khác là loài xâm lấn không bản địa. Trong số 8 loài cây lá kim đã lập hồ sơ, các rừng thông Lodgepole che phủ 80% tổng số diện tích rừng. Các loài cây lá kim khác, như linh sam cận núi cao, vân sam Engelmann, linh sam Douglas núi Rocky và thông vỏ trắng, được tìm thấy như là các lùm cay thưa thớt trong suốt cả vườn quốc gia. Vào năm 2007, thông vỏ trắng bị nấm gỉ sắt thông vỏ trắng đe dọa; tuy nhiên, nó chủ yếu diễn ra tại các khu rừng phía bắc và tây. Tại Yellowstone, khoảng 7% thông vỏ trắng bị nấm này gây hại, trong khi tại tây bắc Montana thì gần như toàn bộ thông vỏ trắng đều bị nấm gây hại. Dương rung và liễu là các loài cây lá sớm rụng phổ biến nhất tại đây. Các rừng dương rung đã suy giảm đáng kể từ đầu thế kỷ 20, nhưng các nhà khoa học tại Đại học bang Oregon đã góp phần vào việc phục hồi dương rung bằng cách đưa chó sói trở lại đây để làm thay đổi thói quen gặm lá của nai sừng tấm bản địa.
Tại đây có vài chục loài thực vật có hoa đã được nhận dạng, phần lớn ra hoa trong khoảng tháng 5 tới tháng 9. Cỏ roi ngựa cát Yellowstone là loài hiếm chỉ tìm thấy tại Yellowstone. Nó có quan hệ họ hàng gần với các loài sinh sống trong khu vực có khí hậu nóng hơn, làm cho nó trở thành kỳ dị tại đây. Khoảng 8.000 cụm loài hoa hiếm này sống tren các vùng đất cát ven bờ hồ Yellowstone, ngay phía trên mực nước.

### Quần thể động vật

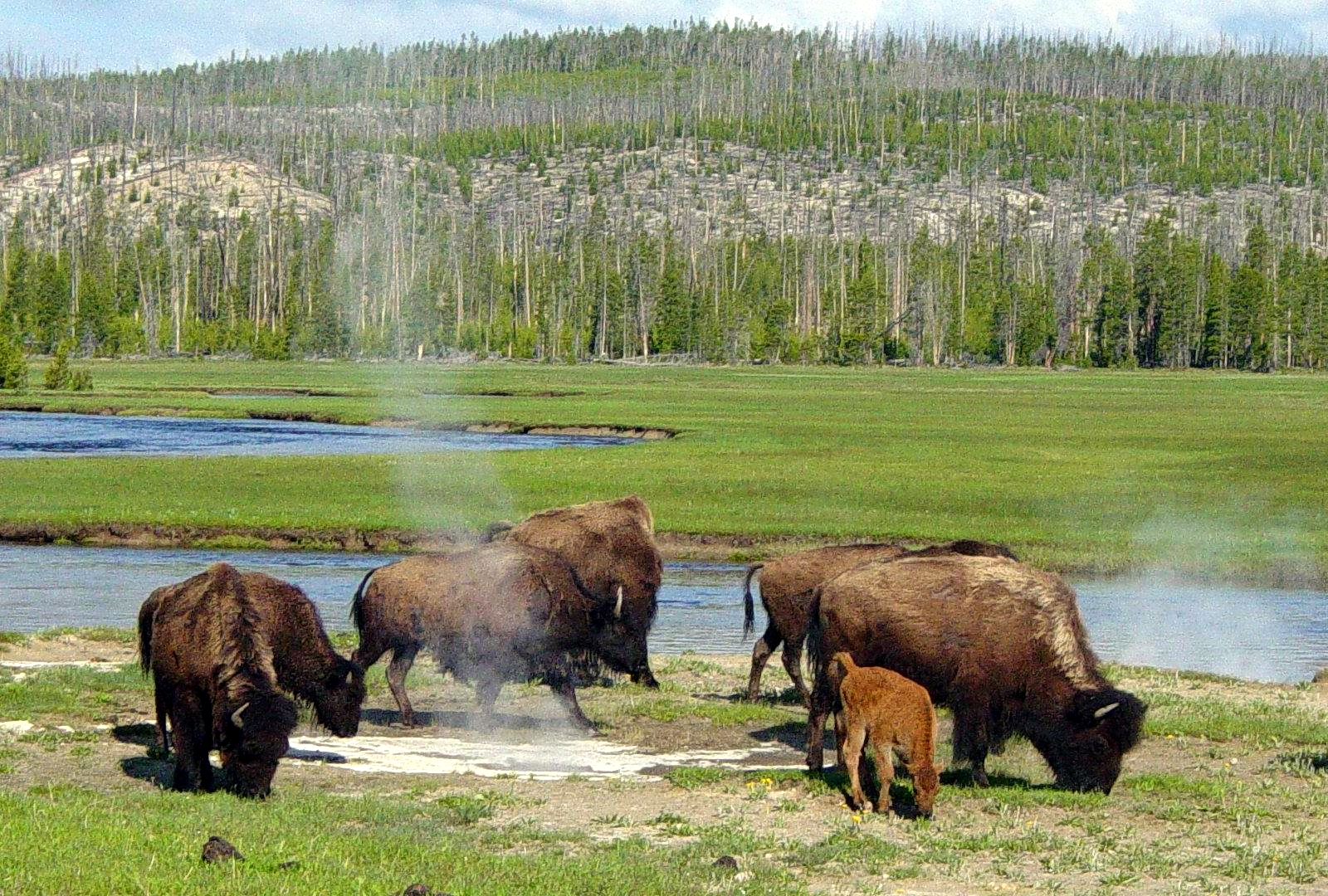
Bò rừng bizon gặm cỏ gần suối nước nóng

Tại Yellowstone có khoảng 60 loài động vật có vú, bao gồm cả loài nguy cấp là sói xám, các loài bị đe dọa như linh miêu và gấu xám Bắc Mỹ. Các loài thú lớn khác còn có bò rừng bizon, gấu đen, sói đồng cỏ, nai sừng tấm, nai anxet, hươu đuôi đen, hươu la, dê núi Bắc Mỹ, linh dương sừng nhánh, cừu sừng lớn và báo sư tử.
Bắt đầu từ năm 1914, trong cố gắng nhằm bảo vệ quần thể nai sừng tấm, Quốc hội Hoa Kỳ đã cho lập quỹ để sử dụng vào mục đích "tiêu diệt chó sói, chó đồng cỏ và các động vật khác gây tổn hại cho nông nghiệp và gia súc" trên các vùng đất công. Các thợ săn của Vườn quốc gia đã thực hiện nhiệm vụ này vào năm 1926 họ đã bắn giết 136 chó sói và dường như chó sói đã biến mất khỏi Yellowstone. Sự tiêu diệt còn tiếp diễn tới năm 1935 khi Cục Vườn quốc gia chấm dứt hoạt động này. Với sự thông qua của Luật về loài nguy cấp năm 1973 thì chó sói là một trong số những loài động vật có vú được liệt kê đầu tiên. Sau khi chó sói bị tiêu diệt khỏi Yellowstone thì chó sói đồng cỏ trở thành động vật ăn thịt hàng đầu. Tuy nhiên, do nó không thể hạ được những con thú lớn nên quần thú lớn trở nên què quặt và bệnh hoạn.

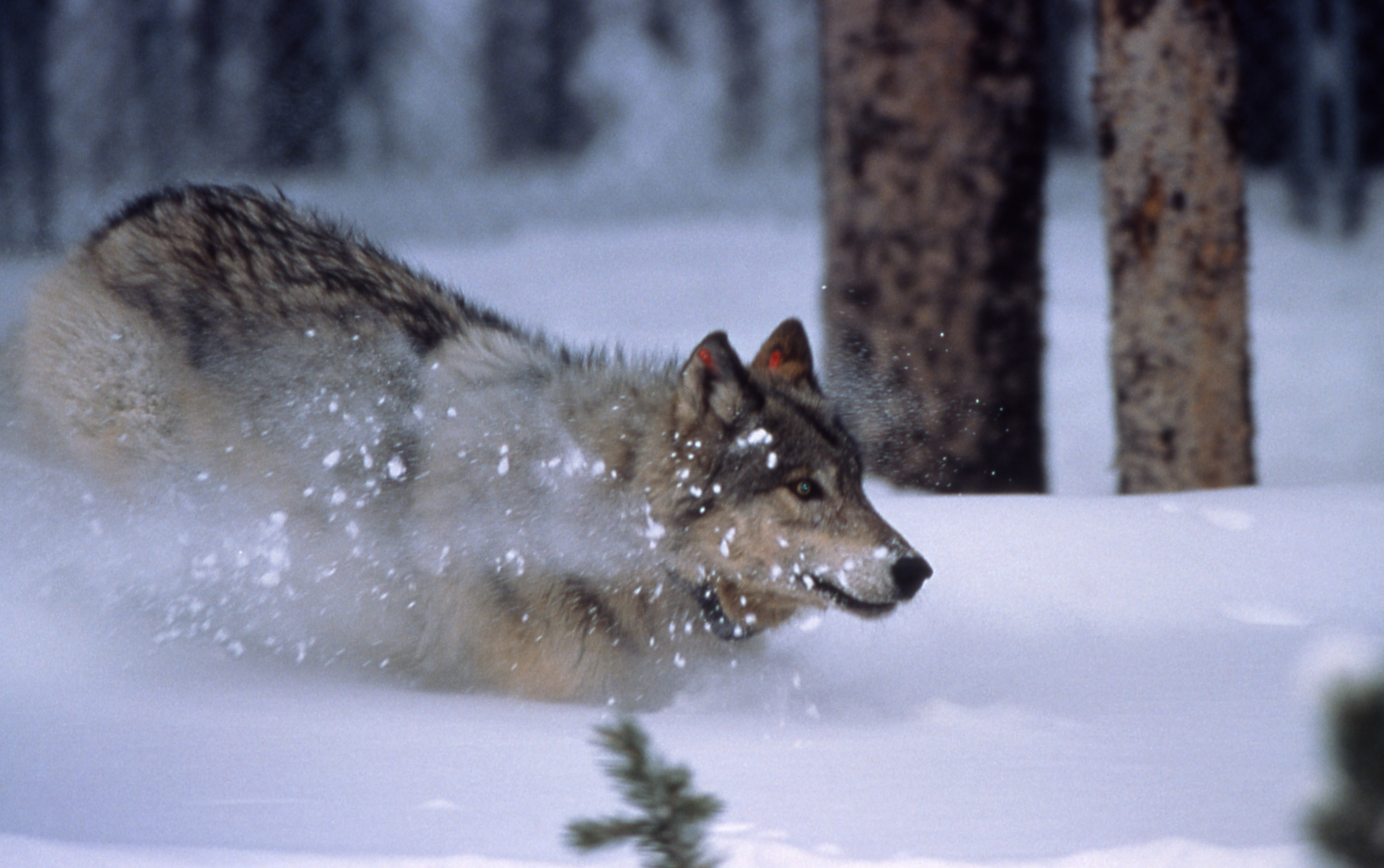
Sói xám du nhập tại Vườn quốc gia Yellowstone

Vào thập niên 1990, Chính phủ liên bang đã thay đổi quan điểm về sói. Trong một quyết định gây mâu thuẫn của Cục Cá và Động vật hoang dã Hoa Kỳ, 66 con sói thung lũng Mackenzie, được nhập khẩu từ Canada, đã được du nhập vào vườn quốc gia này. Các cố gắng tái du nhập đã thành công với quần thể tương đối ổn định. Một khảo sát tiến hành năm 2005 thông báo họ phát hiện 13 bầy sói, tổng cộng 118 con tại Yellowstone và 326 trong toàn bộ hệ sinh thái.
Một vấn đề nhức nhối khác là có rất nhiều du khách đi tham quan trong vườn quốc gia Yellowstone đã bị gấu xám Bắc Mỹ tấn công. Nạn nhân bị gấu tấn công thường là khách đi bộ đường dài và gặp phải chúng trên đường. Đã có rất nhiều người bị gấu tấn công đến tử vong. Do gấu xám ở đây rất hung dữ nên vì thế vườn quốc gia phải nghiêm cấm du khách không được tiếp cận gấu, không được cho gấu ăn, khi đi bộ đường dài không được đi một mình, khi gặp gấu không được bỏ chạy và phải mang bình xịt hơi cay để tự vệ khi đi bộ trong rừng.

## Hình ảnh

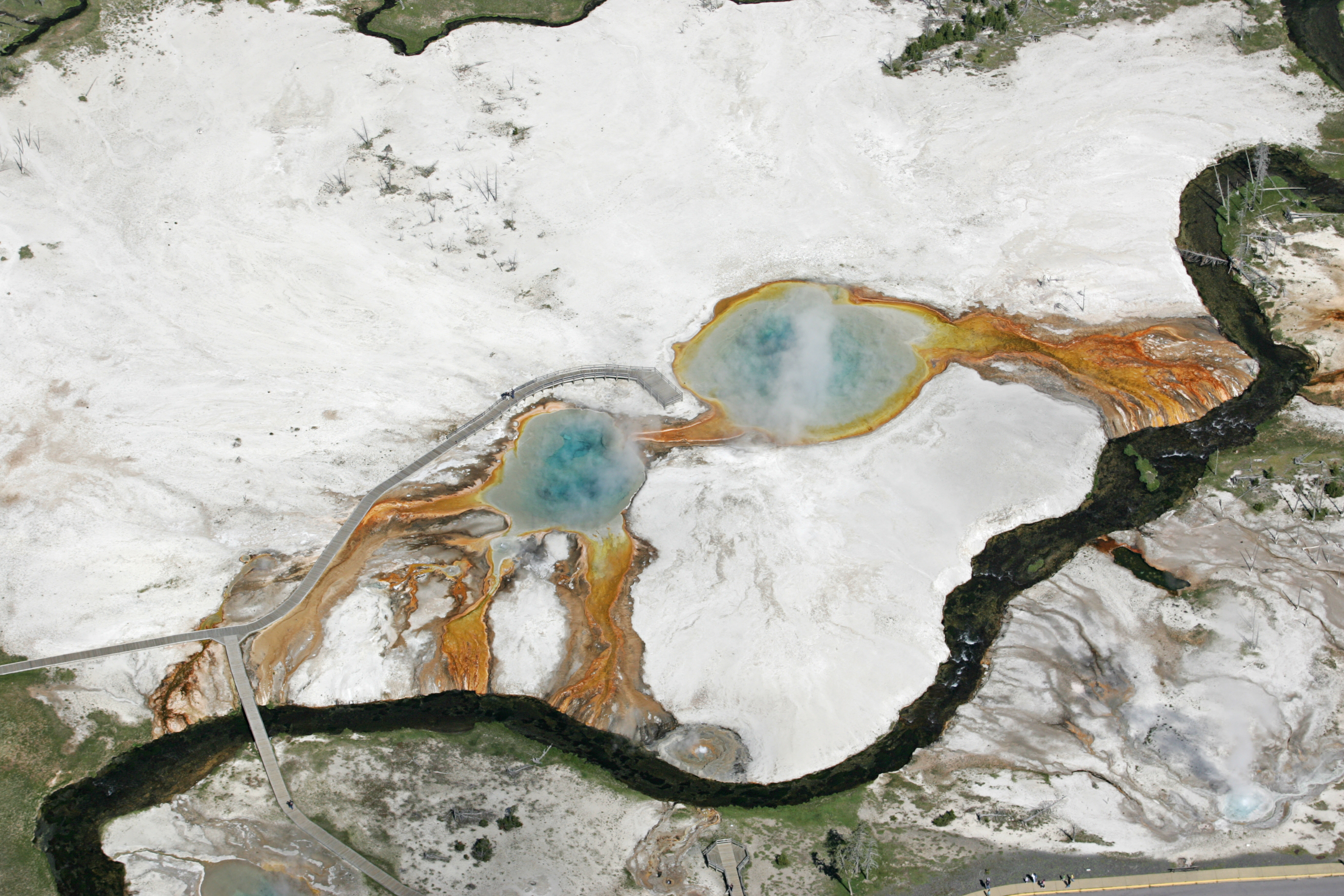
Ảnh trên không toàn cảnh
Toàn cảnh Vườn quốc gia Yellowstone, của Heinrich C. Berann (1915-1999)
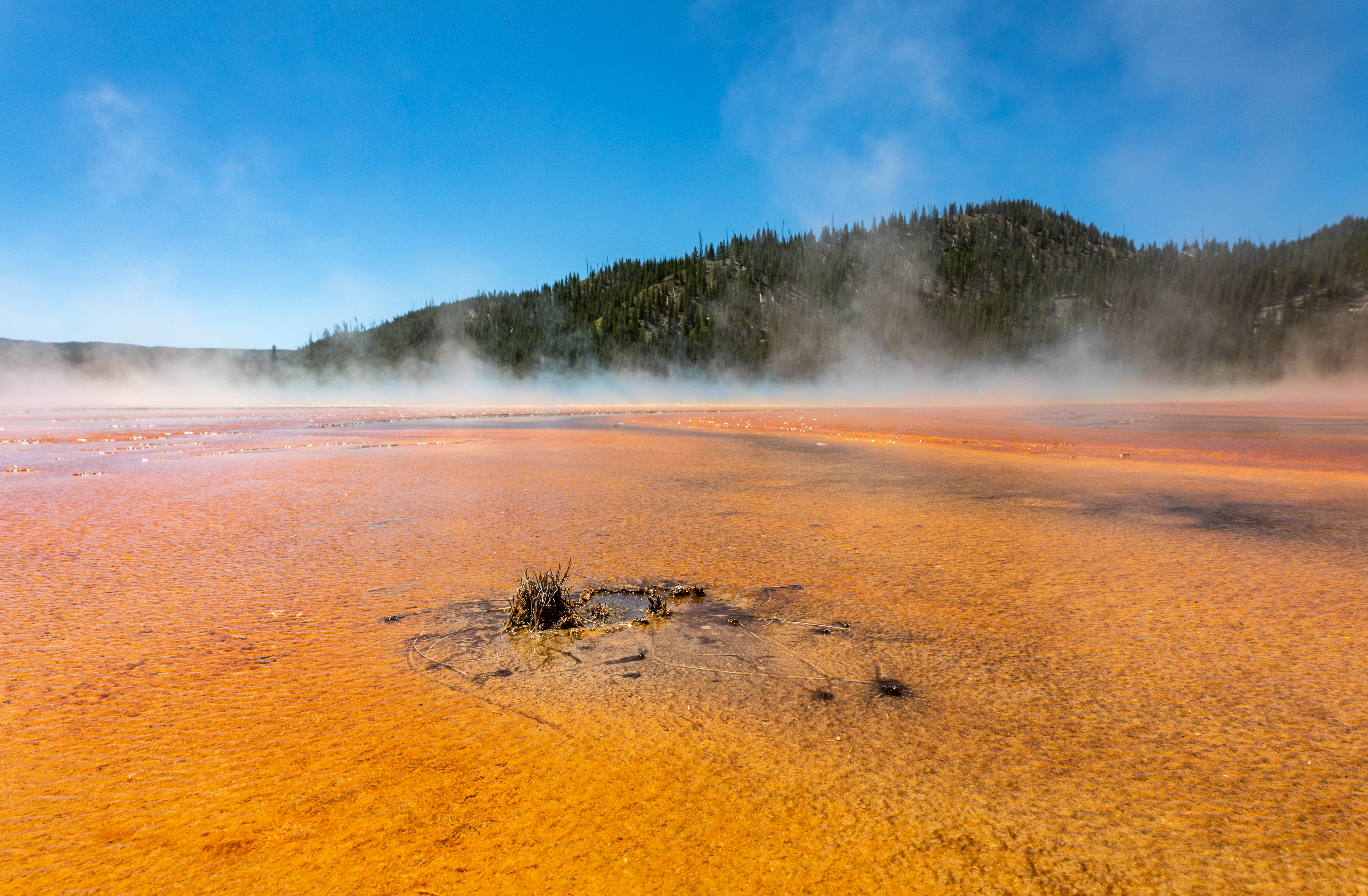
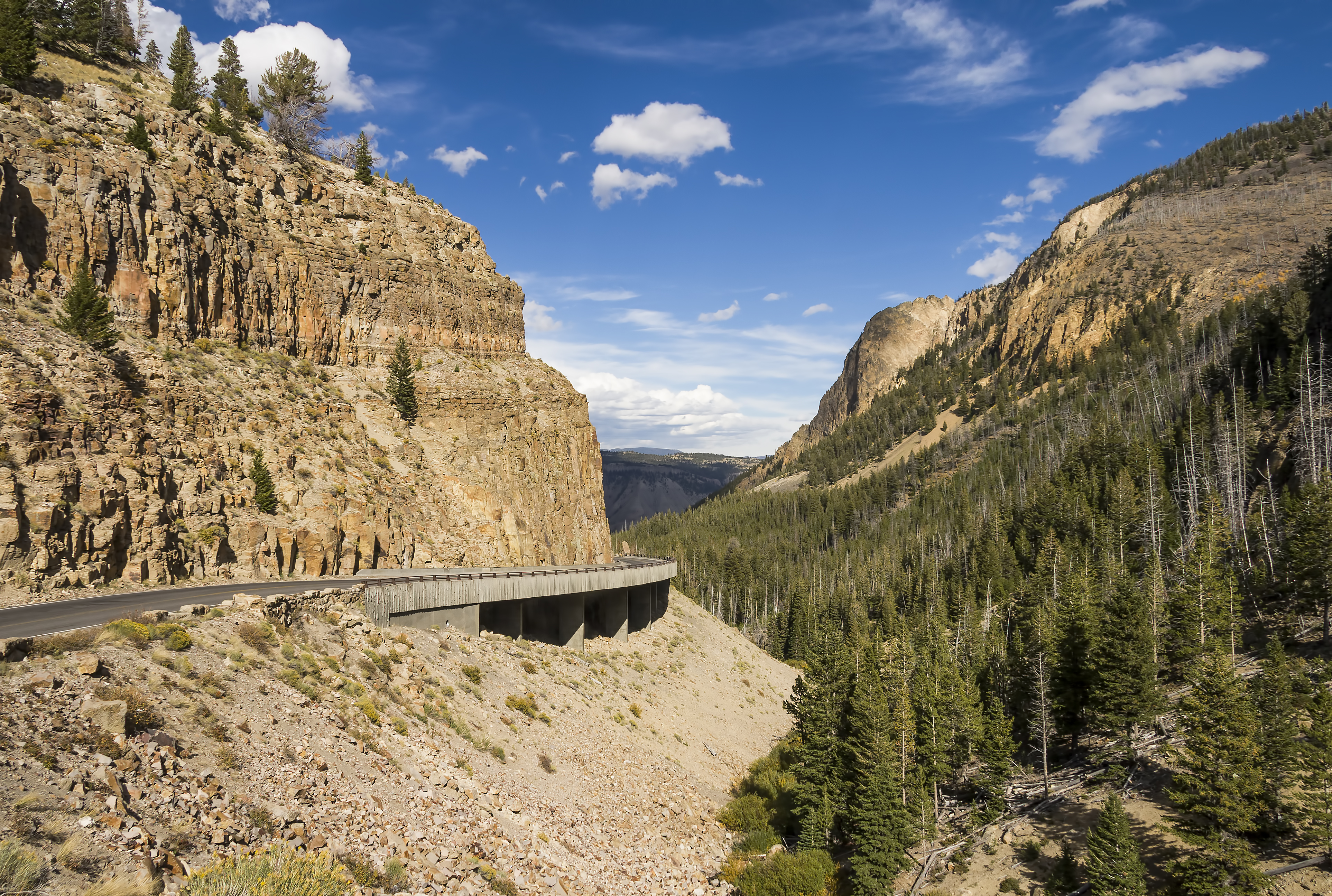
Golden Gate (Cổng vàng)
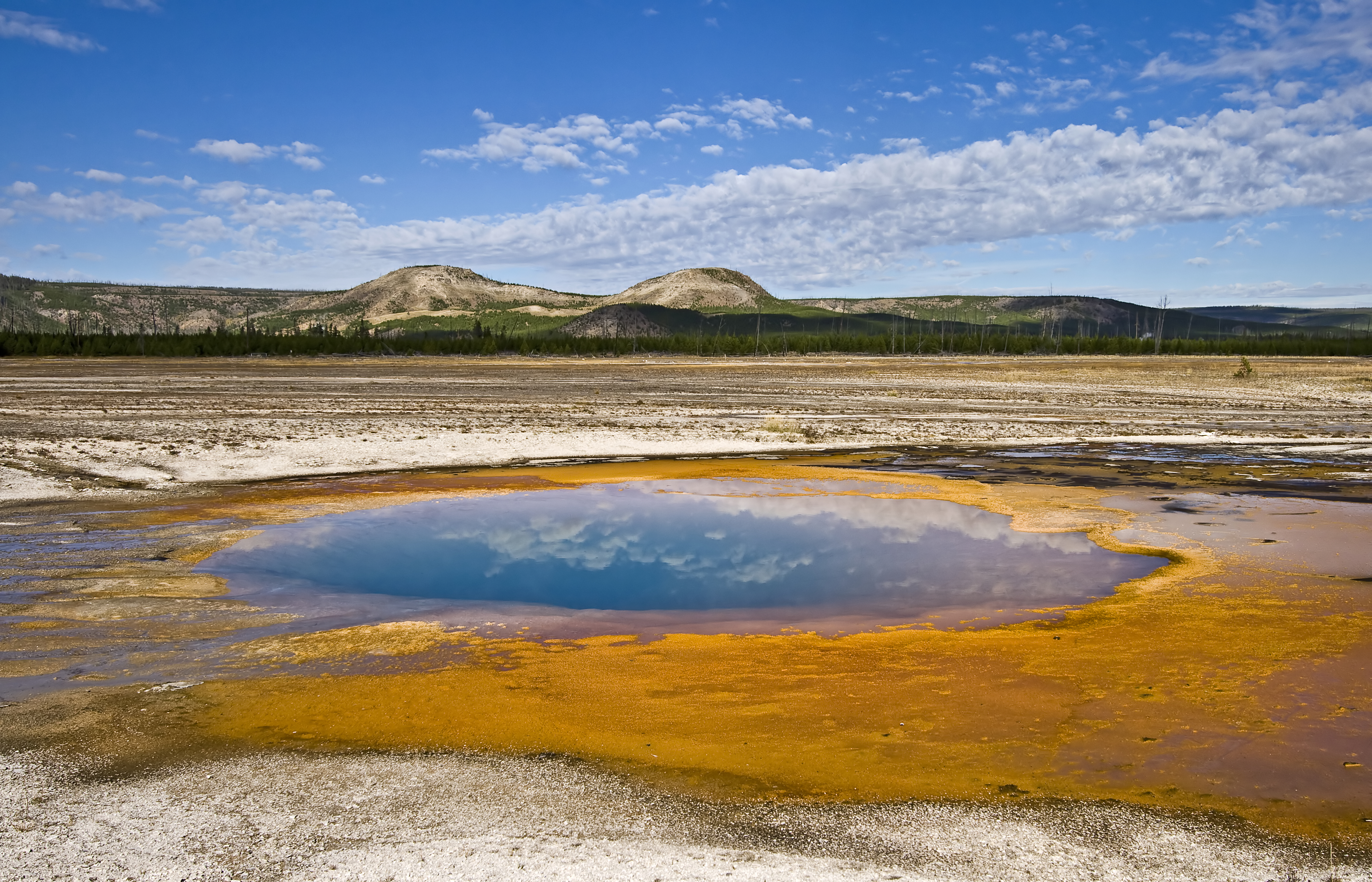
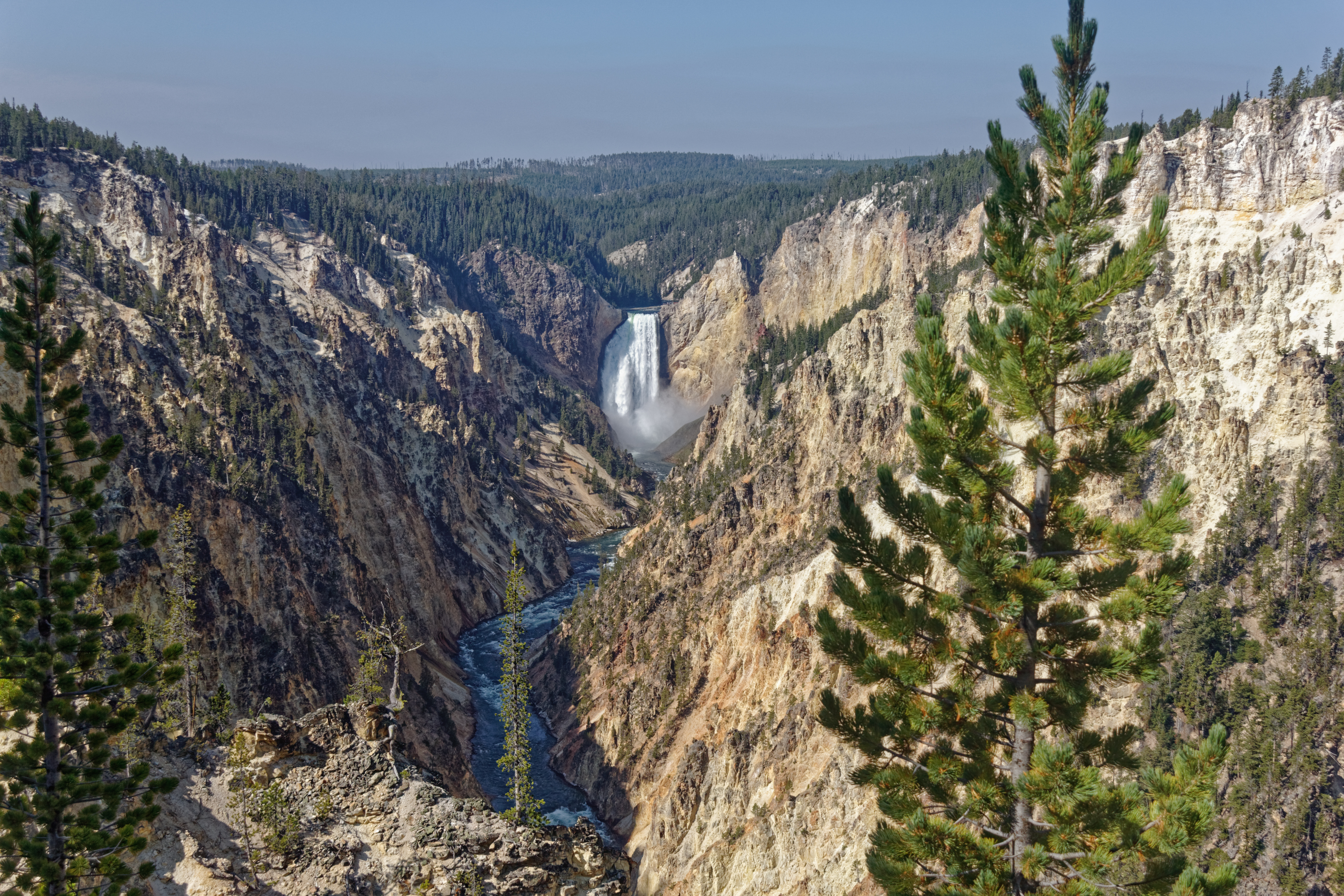
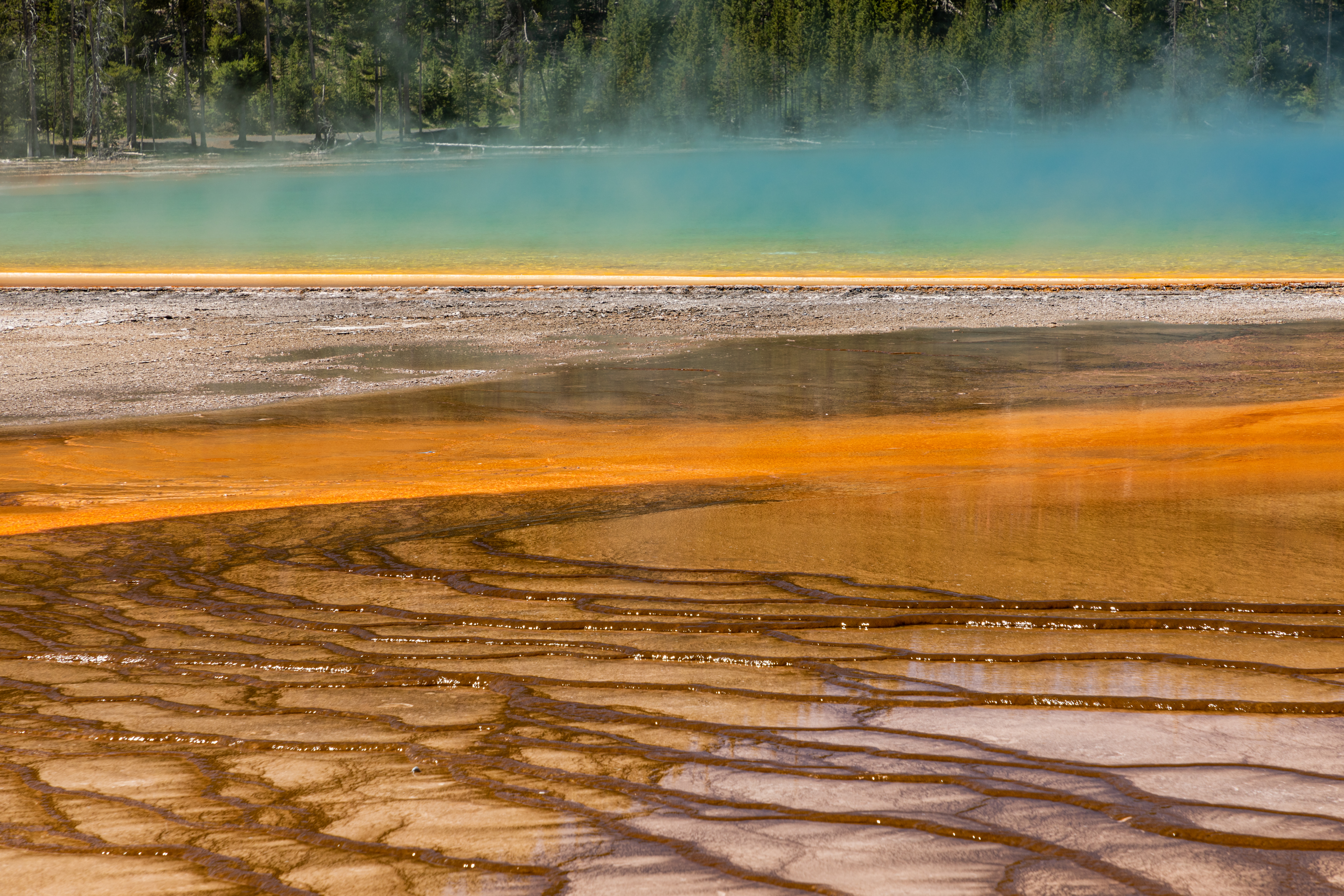
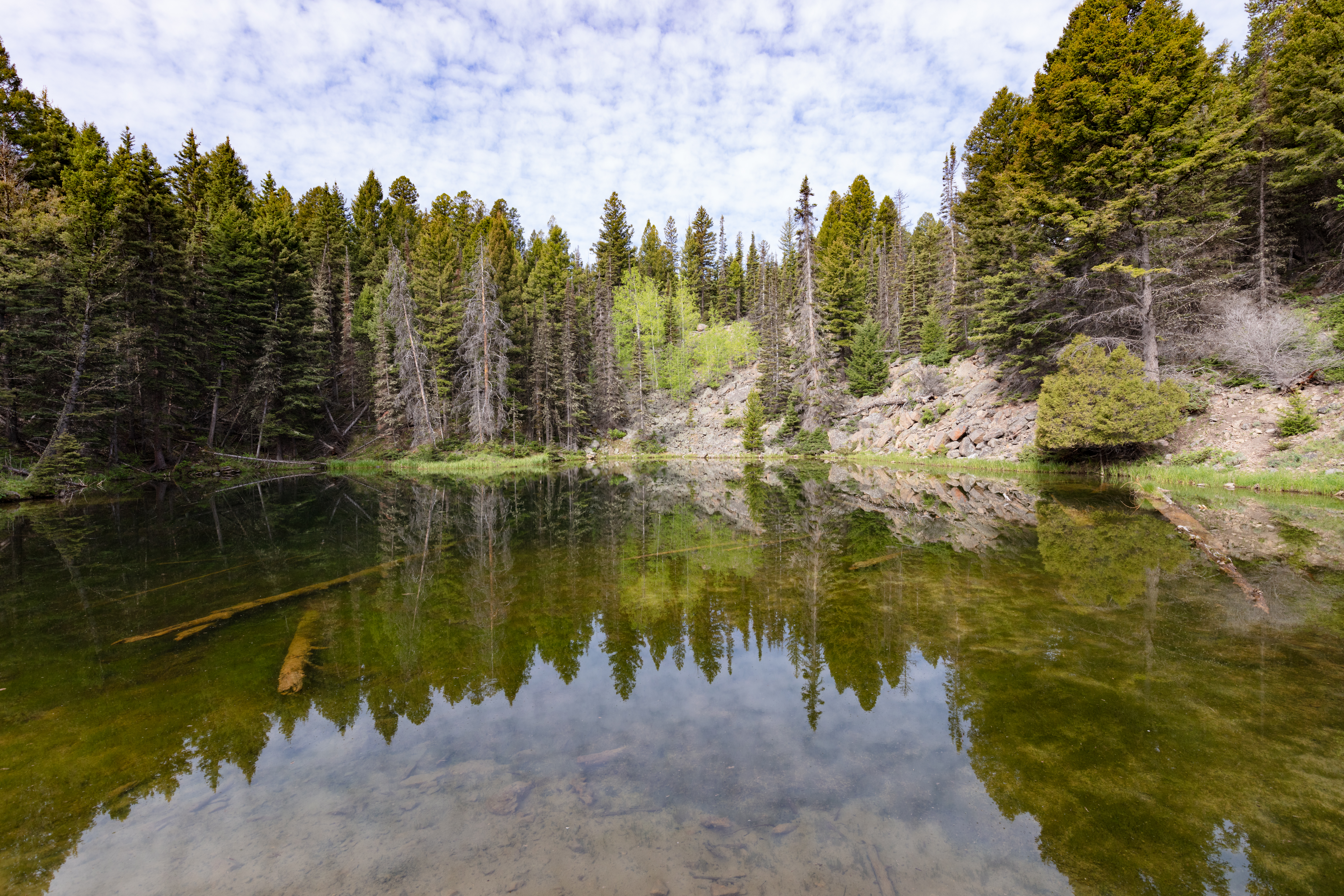
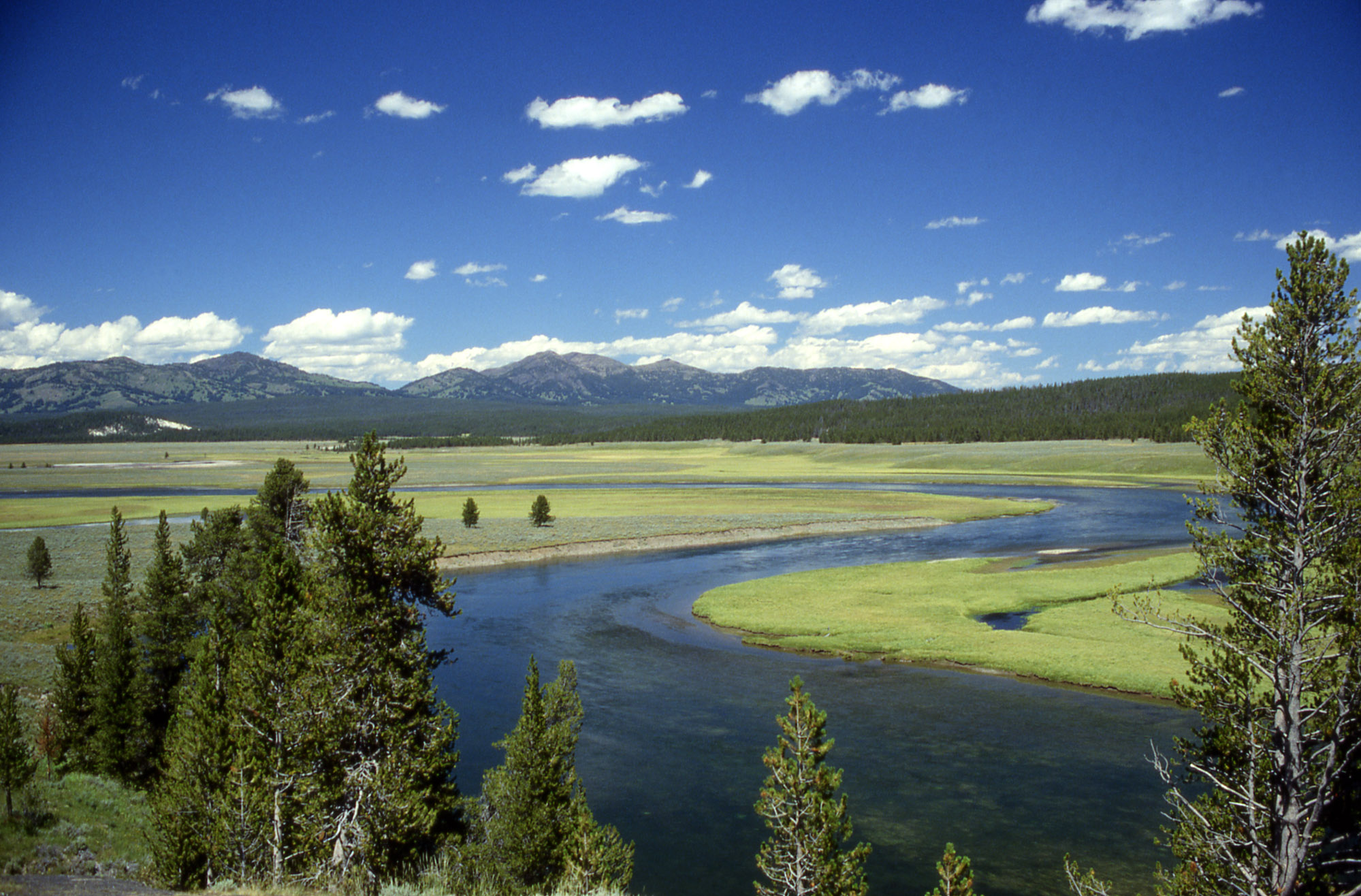
Thung lũng Hayden